# Argyrolepidia ceramensis
Argyrolepidia ceramensis är en fjärilsart som beskrevs av Kirby 1875. Argyrolepidia ceramensis ingår i släktet Argyrolepidia och familjen nattflyn. Inga underarter finns listade i Catalogue of Life.